# Heretsried
Heretsried est une commune allemande de Bavière située dans l'arrondissement d'Augsbourg et le district de Souabe.

## Géographie

Situation de Heretsried dans l'arrondissement d'Augsbourg

Heretsried est située dans le Parc naturel d'Augsbourg-Westliche Wälder, à 15 km au nord-ouest d'Augsbourg et à la limite avec l'arrondissement de Dillingen. Heretsired fait partie de la communauté d'administration de Welden.
La commune est composée des deux villages de Heretsried et Lauterbrunn et du hameau de Montburg.
Communes limitrophes (en commençant par le nord et dans le sens des aiguilles d'une montre) : Laugna, Biberbach, Gablingen, Gersthofen, Bonstetten et Emersacker.

## Histoire
La première mention écrite du village date de 1242. En 1285, Heretsried entre dans les possessions du monastère de Holzen jusqu'à la sécularisation de 1803 et à son intégration dans le royaume de Bavière. En 1818, Heretsried est érigé en commune et la commune rejoint l'arrondissement de Wertingen jusqu'à la disparition de ce dernier en 1972.
La commune de Lauterbrunn est alors incorporée à celle de Heretsried.

## Démographie
| 1840 | 1871 | 1900 | 1925 | 1939 | 1950 | 1961 | 1970 | 1987 |
| ---- | ---- | ---- | ---- | ---- | ---- | ---- | ---- | ---- |
| 586  | 510  | 635  | 602  | 531  | 930  | 663  | 696  | 943  |

| 2000  | 2005  | 2009  | - | - | - | - | - | - |
| ----- | ----- | ----- | - | - | - | - | - | - |
| 1 017 | 1 027 | 1 011 | - | - | - | - | - | - |